# سعيد المري
سعيد عبد الله المري، لاعب كرة قدم قطري , من مواليد 20 يناير 1996 . لعب سابقاً مع نادي السيلية.